# Celia Gilbert
Celia Gilbert – amerykańska poetka i dziennikarka, malarka i graficzka. Była wydawcą prozy i poezji w „The Boston Phoenix”, jurorką w konkursie Los Angeles Times Book Awards, prowadziła też warsztaty poetyckie dla dorosłych.
Gilbert wychowała się w Waszyngtonie, jest córką dziennikarza I.F. Stone’a, znanego między innymi ze swojej zdecydowanej postawy sprzeciwu wobec makkartyzmu. Studiowała w Smith College, tytuł Master of Arts uzyskała na Uniwersytecie w Bostonie, jako studentka m.in. Anne Sexton, studiowała też na Uniwersytecie Harvarda u Roberta Lowella.
Jest autorką tomów poezji „An Ark of Sorts” (wyd. Alice James Books, nagroda Jane Kenyon Chapbook Award), „Bonfire” (Alice James Books) i „Queen of Darkness” (Viking Press). Jej wiersze znajdują się w licznych antologiach i są publikowane w prasie, m.in. w „The New Yorker”, „Poetry”, „Threepenny Review”, „Grand Street”, „Ploughshares” czy „Southwest Review”.
Wiersze Celii Gilbert poruszają temat przemijania i nieodwołalności losu, ale nie ma w nich patosu ani sentymentalizmu. Gilbert, która doświadczyła śmierci czteroletniej córki, opisuje świat po osobistej tragedii. Po śmierci córeczki rodzina Gilbertów (Celia, jej mąż i dwoje dzieci) udała się na rok do Paryża.
Mieszka w Cambridge w stanie Massachusetts. Jest żoną Waltera Gilberta, noblisty z dziedziny chemii i artysty. Została uhonorowana m.in. prestiżową Discovery Award, Pushcart Prize i dwoma nagrodami Stowarzyszenia Poetów Amerykańskich.
W Polsce ukazał się jej tom wierszy „Coś na wymianę”, w tłumaczeniu Klary Kopcińskiej, wyd. Świat literacki, 2008.